# Liste der Monuments historiques in Dommartin-le-Saint-Père
Die Liste der Monuments historiques in Dommartin-le-Saint-Père führt die Monuments historiques in der französischen Gemeinde Dommartin-le-Saint-Père auf.

## Liste der Objekte
| Bezeichnung               | Beschreibung | Standort                       | Kennzeichnung | Schutzstatus | Datum | Bild |
| ------------------------- | --- | ------------------------------ | ------------- | ------------ | ----- | ---- |
| Weihwasserbecken          | Gusseisen, 16. Jahrhundert | in der Kirche St-Martin (Lage) | PM52000408    | Classé       | 1982  |      |
| Taufbecken                | Gusseisen, bemalt, 19. Jahrhundert                                                                                                  | in der Kirche St-Martin (Lage) | PM52001516    | Inscrit      | 1982  |      |
| Gemälde Heiliger Nikolaus | Ölfarbe auf Leinwand, Ende des 18. Jahrhunderts                                                                                     | in der Kirche St-Martin (Lage) | PM52000406    | Classé       | 1979  |      |
| Hauptaltar                | Altartisch, Retabel, Gemälde und zwei Skulpturen; Holz, farbig gefasst und vergoldet, Ölfarbe auf Holz, Anfang des 18. Jahrhunderts | in der Kirche St-Martin (Lage) | PM52000407    | Classé       | 1980  |      |
| Monstranz                 | Zinn, Anfang des 19. Jahrhunderts                                                                                                   | in der Kirche St-Martin (Lage) | PM52000409    | Classé       | 1982  |      |
| Zwei Leuchter             | Zinn, 17. Jahrhundert | in der Kirche St-Martin (Lage) | PM52001515    | Inscrit      | 1982  |      |